# کوتکسبانک
کوتکسبانک (انگلیسی: Kutxabank) شرکت خدمات مالی و بانکداری اسپانیایی است، که در سال ۲۰۱۲ تأسیس شد.